# Morinda corneri
Morinda corneri là một loài thực vật có hoa trong họ Thiến thảo. Loài này được K.M.Wong mô tả khoa học đầu tiên năm 1984.